# TKS (Raumschiff)

Schematische Darstellung eines TKS-Raumschiffs mit WA-Landekapsel (vorne links)

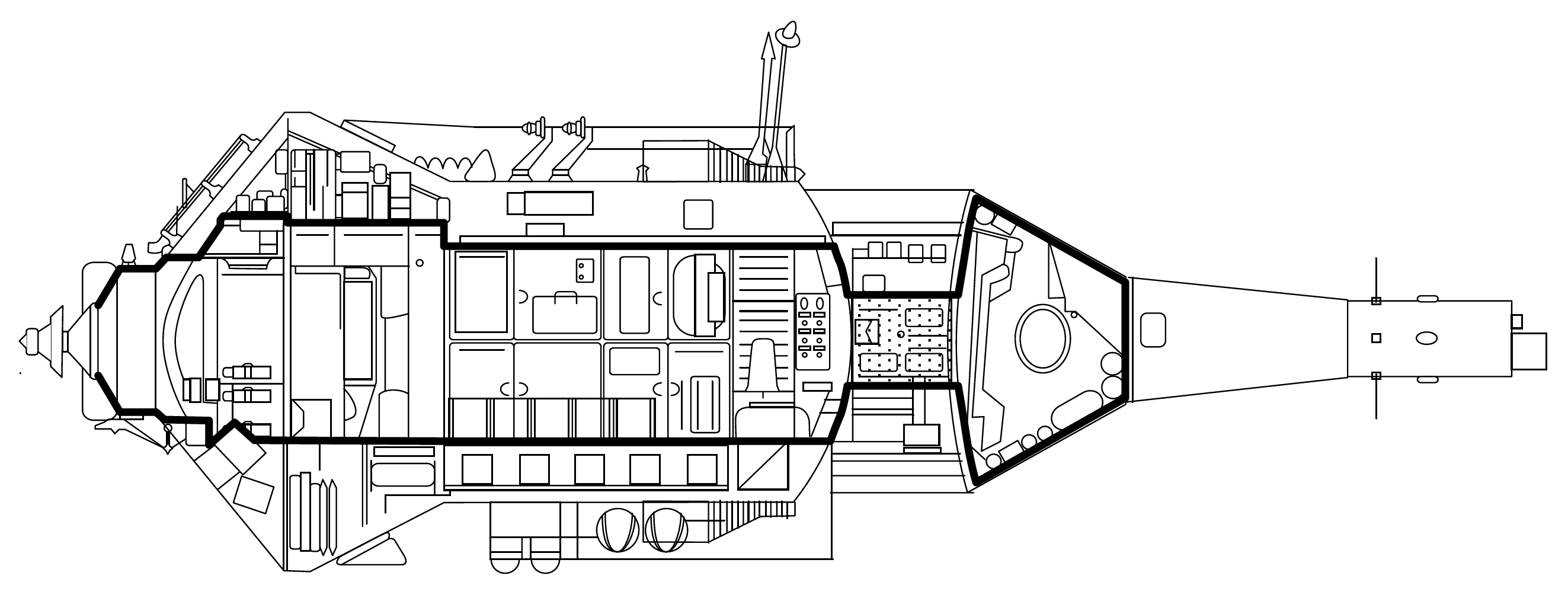
Schnittbild des TKS

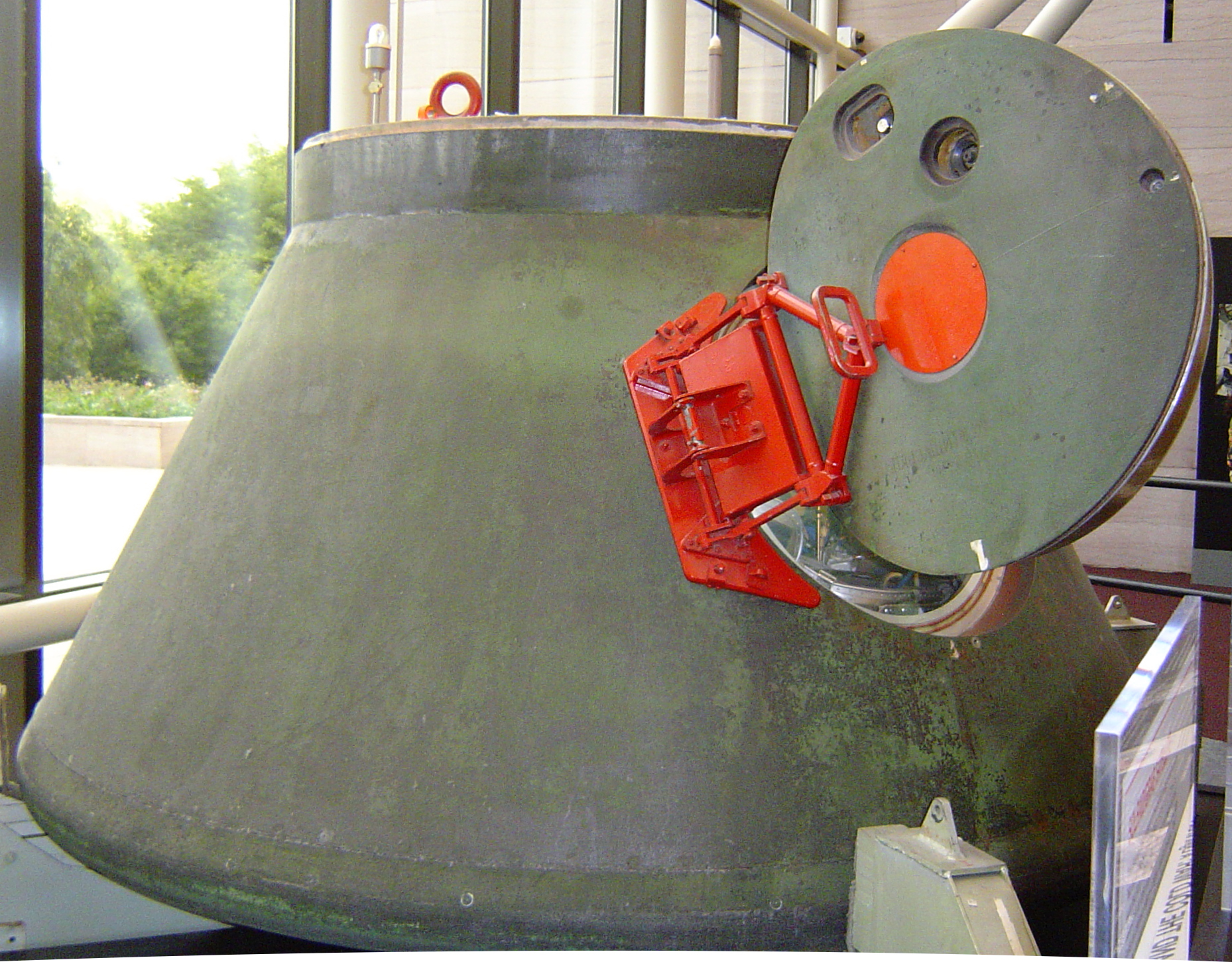
TKS-Rückkehrkapsel (Kosmos 1443)

Das TKS (Abkürzung für russisch Транспортный корабль снабжения/ Transportny Korabl Snabschenija, übersetzt Transportschiff für Versorgungszwecke; GRAU-Index 11F72) wurde ab 1969 von der Sowjetunion als bemanntes, schweres Zubringer- und Versorgungsraumschiff für militärische Almas-Raumstationen konstruiert. Die Masse beim Start betrug maximal 21.620 kg. Es wies eine Länge von 17,51 m, einen maximalen Durchmesser von 4,15 m und mit ausgefahrenen Solarzellen eine Breite von 17 m auf.

## Aufbau
TKS bestand aus der Orbitalsektion FGB (Funktionalno-grusowoj Block; GRAU-Index 11F77) und der abtrennbaren Rückkehrkapsel WA (Woswraschajemyj Apparat; GRAU-Index 11F74). Die wiederverwendbare (für mehrfache Einsätze ausgelegte) Rückkehrkapsel WA konnte eine Besatzung von drei Mann aufnehmen, verfügte für Notfälle über ein Rettungssystem und ähnelte mit ihrer kegelförmigen Form der amerikanischen Apollo-Kommandokapsel.
Beide Elemente, WA und FGB, verfügten über ein eigenes Steuer- und Lagekontrollsystem und konnten völlig autonom voneinander betrieben werden. Die Kapsel WA konnte für drei Stunden oder zwei Erdumkreisungen das Leben von drei Kosmonauten gewährleisten. Beim Start wog TKS zusammen mit dem Rettungssystem SAS 21,62 t. Nach Abwurf des Rettungssystems und der Nutzlastverkleidung betrug die Masse nach Erreichen der Umlaufbahn noch 17,51 t. Davon entfielen 3822 kg auf Treibstoff (UDMH und Distickstofftetroxid), der in acht Tanks (Durchmesser 48 cm, Länge 3,2 m) an der Außenseite des FGB mitgeführt wurde. Die Nutzlast des TKS wurde mit 12,6 t einschließlich der Kapsel WA angegeben. Tatsächlich konnten neben den drei Kosmonauten bis zu 5,2 t feste Fracht mitgeführt werden. Dazu sollten neben Material, Vorräten und Verbrauchsgütern auch sieben Kapseln des Typs KSI zur Rückführung belichteten Fotomaterials gehören.
Als Startrakete war die Proton-K vorgesehen.

## Testflüge

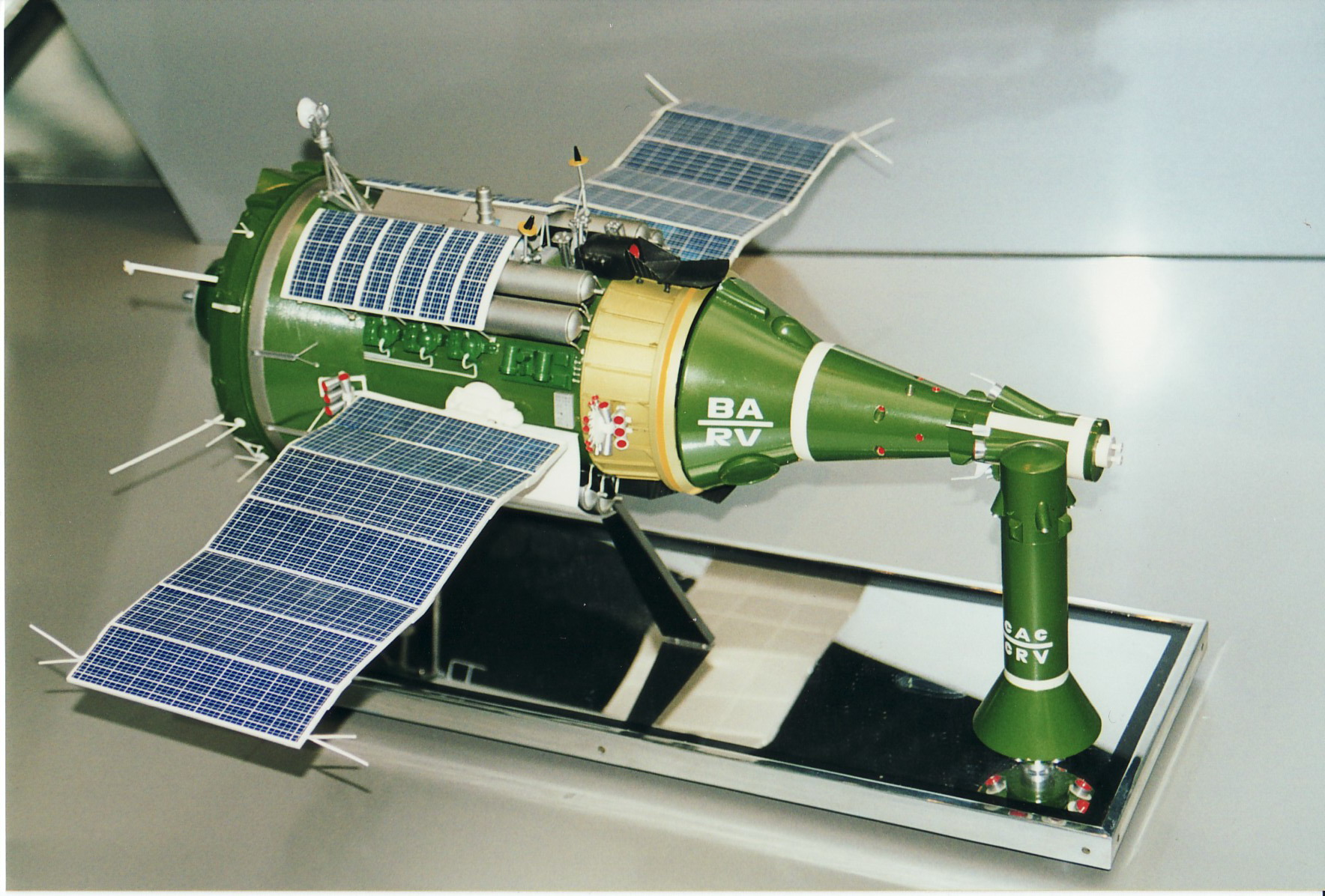
Modell des TKS-Raumschiffes auf der ILA-2000, rechts das Rettungssystem

Von 1976 bis 1979 wurden zunächst die Rückkehrkapsel bei verschiedenen Flügen getestet. Am 15. Dezember 1976 erfolgte der erste Start, bei dem eine Proton-Rakete zwei WA-Kapseln, Kosmos 881 und 882, in den Orbit trug. Dieser Start diente dem Test des Wiedereintritts und der Landung, wobei zwei Kapseln gleichzeitig gestartet wurden, um die Datenausbeute zu erhöhen und die Nutzlastkapazität der Proton besser auszuschöpfen. Die Kapseln wurden übereinander angeordnet, so dass nur die obere Kapsel über einen Rettungsturm verfügte. Weitere ähnliche Starts folgten am 4. August 1977 (Fehlstart), 30. März 1978 (Kosmos 997 und 998, erfolgreich), 20. April 1979 (Triebwerke der Proton schalteten sich kurz nach der Zündung ab, die Rakete blieb unbeschädigt, das Rettungssystem wurde jedoch ausgelöst und brachte die obere Landekapsel weg von der Rakete) und am 22. Mai 1979 (Kosmos 1100 und 1101, erfolgreich).

## Einsatz
TKS 1 wurde am 17. Juli 1977 unbemannt als Kosmos 929 gestartet, ohne jedoch eine Raumstation anzufliegen. Nach Tests und mehreren orbitalen Manövern wurde die Rückkehrkapsel abgetrennt und anschließend am 17. August 1977 zurück zur Erde gebracht.
TKS 2 wurde am 25. April 1981 unbemannt als Kosmos 1267 gestartet und koppelte am 19. Juni 1981 an die Raumstation Saljut 6. Die Rückkehrkapsel kehrte schon am 24. Mai 1981 zur Erde zurück.
TKS 3 wurde am 2. März 1983 unbemannt als Kosmos 1443 mit 4 Tonnen Treibstoff und 2,7 Tonnen sonstiger Nutzlast gestartet und koppelte 2 Tage später mit der Raumstation Saljut 7. Am 14. August löste sich das Raumschiff von der Station und die Landekapsel brachte am 23. August 1983 350 kg Fracht von Saljut 7 zurück zur Erde.

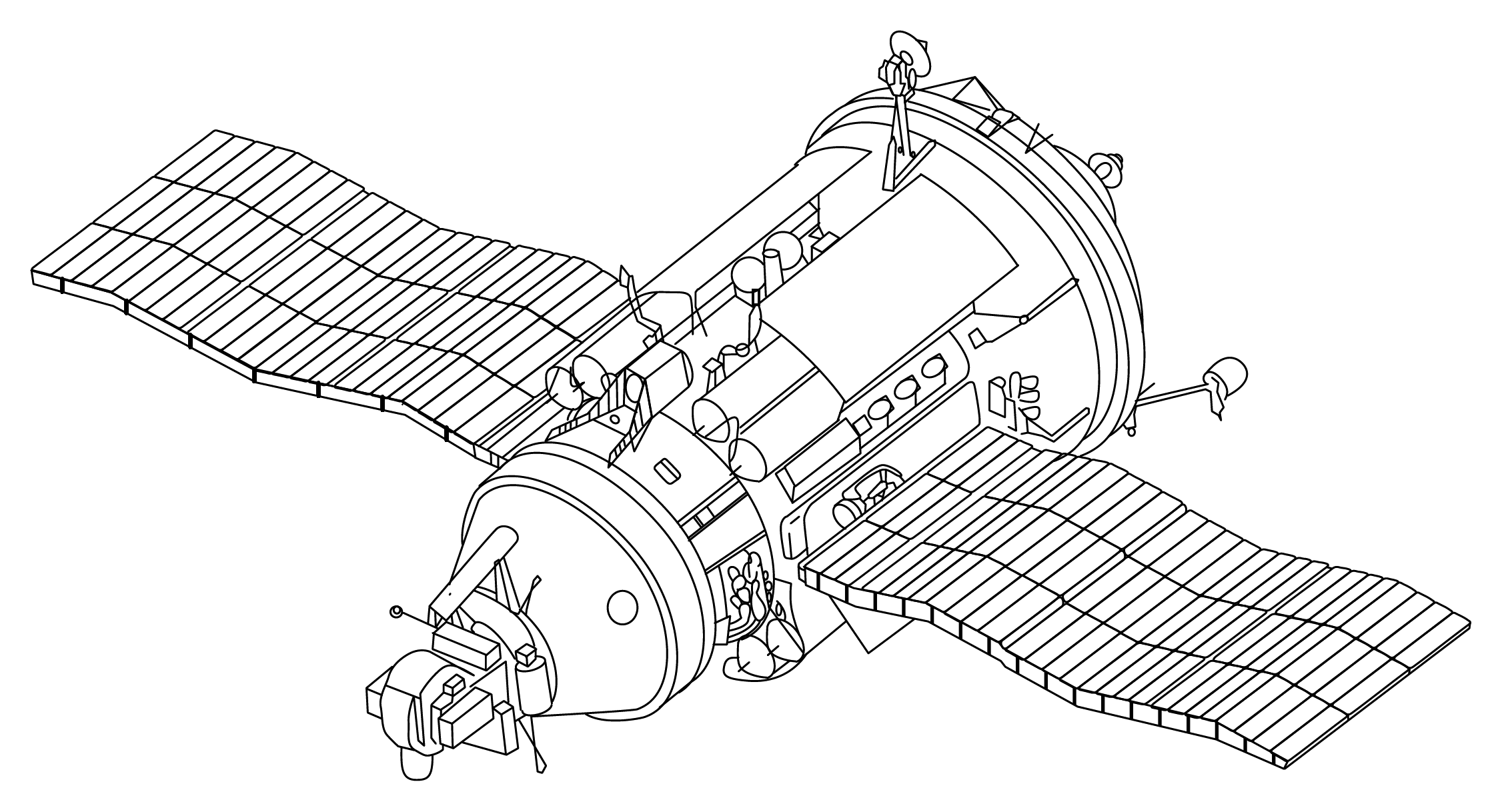
Kosmos 1686

TKS 4 sollte der erste bemannte Flug werden, aber Schwierigkeiten mit der Raumstation Saljut 7 oder politische Gründe verhinderten dies. Nach dem Ende des TKS-Programms für bemannte Missionen baute man das Landesystem, die Sitze und die Bordkontrollen für die Besatzung aus, und versah das Raumschiff stattdessen mit Foto-Aufklärungs-Ausrüstung des Verteidigungsministeriums, um als Raumstationsmodul an der Raumstation Saljut 7 verwendet zu werden. TKS 4 wurde schließlich unbemannt am 27. September 1985 als Kosmos 1686 gestartet und dockte an die Raumstation Saljut 7. Es blieb bis zum Verglühen der Raumstation in der Erdatmosphäre am 5. Februar 1991 mit dieser verbunden und diente der vierten Langzeitbesatzung zu militärischen Experimenten.
TKS 5 und 6 wurden schließlich überarbeitet und für andere Aufgaben eingesetzt. Das FGB-Modul des TKS 5 beförderte 1987 das Modul Kwant zur Raumstation Mir und das FGB-Modul des TKS 6 wurde bei dem Technologie-Prototyp für Systeme der Raketenabwehr Poljus, der am 15. Mai 1987 mit der ersten Energija-Rakete gestartet wurde, verwendet.
Später diente die Technologie der TKS-Raumschiffe als Grundlage für die Konstruktion der meisten Module der Raumstation Mir sowie der Module Sarja und Multipurpose Laboratory Module der ISS.

## Auktion
Am 7. Mai 2014 ersteigerte beim Auktionshaus Lempertz in Brüssel ein privater Bieter für eine Million Euro eine TKS-Rückkehrkapsel, die als Kosmos 881 im All und am Fehlstart am 4. August 1977 beteiligt war.

## Kosmonauten
Für die geplanten bemannten Flüge hatten bereits sechs Ingenieure des Konstruktionsbüros TsKBM die Kosmonautenausbildung durchlaufen. Im Herbst 1979 wurden vier Dreier-Mannschaften für bemannte TKS-Flüge zusammengestellt. Sie bestanden jeweils aus einem Kommandanten und einem Flugingenieur der Luftstreitkräfte, sowie einem Ingenieur des TsKBM:
- Mannschaft 1: Beresowoi, Glaskow, Makruschin (Start Januar 1981 zu der im Dezember 1980 zu startenden Almaz-2 OPS-4, Aufenthalt 3 Monate)
- Mannschaft 2: Koselsky, Artjuchin, Romanow (Start April 1981, Aufenthalt 4 Monate)
- Mannschaft 3: Sarafanow, Preobraschenski, Jujukow (Start August 1981)
- Mannschaft 4: Malyschew, Lawejkin (Start April 1982)

Kurze Zeit später wurden die Mannschaften umgestellt:
- Mannschaft 1: Glaskow, Stepanow, Makruschin
- Mannschaft 2: Sarafanow, Preobraschenski, Romanow
- Mannschaft 3: Artjuchin, Beresowoi, Jujukow
- Mannschaft 4: Wasjutin, Roschdestwenski, Gretschanik

Artjuchin und Glaskow hatten dabei schon Erfahrung an Bord einer Almaz-Raumstation (Saljut 3 und Saljut 5). Sarafanow und Roschdestwenski hatten ebenfalls Weltraumerfahrung, aber ihre Raumschiffe konnten nicht an die Raumstation angekoppelt werden. Preobraschenski war bereits einem Raumflug als Ersatzmann zugeteilt gewesen.
Im Rahmen der Vorbereitung führte Mannschaft 2 im November 1979 einen achttägigen Dauertest in einem Almaz-Simulator im Juri-Gagarin-Kosmonautentrainingszentrum durch.
Nach der Entscheidung, ein TKS-Raumschiff unbemannt zu Saljut 7 zu schicken, wurden die Mannschaften im Jahre 1982 umgebildet:
- Mannschaft 1: Wasjutin, Sawinych, Wolkow
- Mannschaft 2: Alexandrow, Salej, Wiktorenko
- Mannschaft 3: Wladimir Solowjow, Serebrow, Moskalenko

Die erste Mannschaft arbeitete 1985 im Rahmen der vierten Langzeitbesatzung tatsächlich an Bord der Saljut 7, jedoch musste der Einsatz aufgrund einer Erkrankung Wasjutins vorzeitig abgebrochen werden.
Im Frühjahr 1987 wurde die TKS-Kosmonautengruppe aufgelöst.